# Кавказький бранець (поема)
«Кавказький бранець» (рос. Кавказский пленник) — перша з циклу південних байронічних поем російського поета Олександра Пушкіна. Поема написана у 1820 —1821 роках, розпочата у Гурзуфі, закінчена 20 лютого 1821 року у Кам'янці (маєток В. Л. Давидова).

## Сюжет
В основу сюжету покладено романтичну історію пристрасної любові розчарованого, бунтівного героя (полоненого російського офіцера) до «дітей природи», не зіпсованих цивілізацією (їх представляє прекрасна черкешенка). Ця лірична тема подана на епічному тлі краси безмежного Кавказу, екзотичного життя горян, Кавказької війни.

## Оцінки, критика
Про грандіозний успіх поеми свідчить той факт, що ще під час перебування поета в південному засланні Дідло поставив на її сюжет в Петербурзі балет, де в головній партії була задіяна знаменита Істоміна. Серед численних наслідувань примітна однойменна поема 14-річного Лермонтова, що запозичила з першоджерела цілі фрагменти тексту.
Як і наступна, кримська поема Пушкіна, «Кавказький бранець» залишався при житті поета найпопулярнішим його твором. Володимир Набоков характеризує обидві східні поеми Пушкіна як «стрімкий потік не розбитого на строфи чотиристопного ямба». Згодом Пушкін іронічно відмежовується як від ототожнення себе з героєм «бранця», так і від романтичних «шаленств» стилю поеми:
|  | Я ... хотів зобразити цю байдужість до життя і до його насолод, цю передчасну старість душі, які стали відмітними рисами молодості XIX століття... Взагалі я своєю поемою дуже незадоволений і вважаю її набагато нижчою від «Руслана», — хоч вірші в ній більш зрілі. |

Завершує поему віршований епілог, що оспівує російське підкорення Кавказу і особливо мужність командуючого Єрмолова. Це післямова викликала гнівну одповідь з боку близьких до поета людей ліберальних поглядів, зокрема, П. А. Вяземського:
|  | Що за герої Котляревський, Єрмолов? Що тут хорошого, що він, як чорна зараза, «губив, нищив племена»? Від такої слави кров холоне в жилах і волосся дибки стає. Якщо б ми просвіщали племена, то було б що оспівати. Поезія — не союзниця катів... гімни поета ніколи не повинні бути славослів'ям різанини. |